# Аношкина, Вера Николаевна
Ве́ра Никола́евна Ано́шкина (Каса́ткина) (25 июня 1929, Саратов — 3 марта 2023) — советский и российский литературовед; профессор, доктор филологических наук (1979), заслуженный деятель науки Российской Федерации (1996), действительный член МАНПО.

## Биография
Родилась в семье учёных. В 1952 году с отличием окончила Томский государственный университет. Среди её учителей — Н. А. Гуляев, Ф. З. Канунова, историк-медиевист А. И. Данилов (декан историко-филологического факультета, позднее — ректор Томского университета, министр просвещения РСФСР). В 1952—1962 годах — ассистент, затем старший преподаватель Томского университета.
С 1962 года — доцент, заведующая кафедрой русской и зарубежной литератур Саратовского педагогического института; в 1970—1973 годах — доцент Мичуринского педагогического института. В 1974—1979 годах заведовала редакцией литературы в издательстве «Просвещение».
С 1979 года — профессор, в 1987—2009 годах — заведующая кафедрой русской классической литературы факультета русской филологии Московского областного педагогического института им. Н. К. Крупской.
Являлась членом редколлегии издательства «Парад», «Литературоведческого журнала», председателем диссертационного совета по литературоведению Московского областного университета, членом диссертационного совета Московского городского педагогического университета, экспертом РГНФ.
В 2008 году в числе более 200 учёных подписала письмо президенту России в поддержку «Основ православной культуры» и развития теологического образования в вузах.
Скончалась 3 марта 2023 года.

### Семья
Отец — преподаватель психологии Николай Васильевич Касаткин, его диссертацию оппонировал профессор В. Ф. Асмус[значимость факта?].
Мать — специалист в области русской драматургии XVIII века.

## Научная деятельность
Область научных интересов: филология, литературоведение, русский романтизм, поэзия, творчество В. А. Жуковского, К. Н. Батюшкова, А. С. Пушкина, Ф. И. Тютчева.
В 1955 году защитила кандидатскую диссертацию «Вопросы мастерства и стиля в драматической повести А. Н. Толстого „Иван Грозный“», в 1977 году — докторскую диссертацию «Ф. И. Тютчев в истории русской литературы».
Автор более 200 научных публикаций. При её непосредственном участии подготовлено и в издательстве «Классика» впервые издано «Полное собрание сочинений и письма Ф. И. Тютчева» в 6 томах.

### Основные работы
Источник — Электронные каталоги РНБ
- Аношкина В. Н. [Вступ. статья] // Батюшков К. Н. К другу : избранные произведения и письма : учебное пособие для студентов высших учебных заведений, обучающихся по специальности 032900 - русский язык и литература. — М.: Парад, 2007. — ISBN 978-5-8061-0094-9.
- Аношкина В. Н. «Здесь сердцу будет приятно…» : Поэзия В. А. Жуковского. — М.: Община, 1995. — 182 с. — 500 экз. — ISBN 5-87277-041-3.
- Аношкина В. Н. Поэзия Ф. И. Тютчева. — М.: Просвещение, 1978. — 175 с. — (Пособие для учителя). — 40 000 экз./на обложке и на титульном листе значится фамилия Касаткина/
- Аношкина В. Н. Ф. И. Тютчев в истории русской литературы XIX — начала XX века : Автореф. дис. … д-ра филол. наук. — М., 1977. — 30 с.
- Аношкина В. Н., Антонова Г. Н., Демченко А. А. и др. История русской литературы XIX века : 40-60-е годы : Учеб. пособие для студентов вузов, обучающихся по специальности «Филология» / Под ред. В. Н. Аношкиной и Л. Д. Громовой. — М.: Изд-во МГУ, 1998. — 505 с. — 1000 экз. — ISBN 5-211-03484-8.
  - . — 2-е изд. — М.: Изд-во Моск. ун-та, 2001. — 505 с. — 5000 экз. — ISBN 5-211-04378-2.
  - . — 3-е изд., испр. — М.: ОНИКС, 2006. — 505 с. — 3000 экз. — ISBN 5-488-00400-9.
- Аношкина В. Н., Ауэр А. П., Гальцев Р. А. и др. История русской литературы XIX века : 70-90-е годы : Учеб. для вузов по специальности «Филология» / Под ред. В. Н. Аношкиной и др.. — М.: Изд-во Моск. ун-та, 2001. — 797 с. — 5000 экз. — ISBN 5-211-04385-5.
  - . — 2-е изд., испр. — М.: Оникс, 2006. — 797 с. — 3000 экз. — ISBN 5-488-00401-7.
- Аношкина В. Н., Батурова Т. К., Жакова Н. К. и др. Россия и Славянский мир в творческом наследии Ф. И. Тютчева / Под ред. В. Н. Аношкиной. — М.: Пашков дом, 2011. — 591 с. — 800 экз. — ISBN 978-5-7510-0519-1.
- Аношкина В. Н. и др. История русской литературы XIX века, 1800—1830-е гг. : [Учеб. пособие для пед. ин-тов по спец. № 2101 «Рус. яз. и лит.»] / Под ред. В. Н. Аношкиной, С. М. Петрова. — М.: Просвещение, 1989. — 445 с. — (Учебное пособие для педагогических институтов). — 145 000 экз. — ISBN 5-09-000921-X.
  -  / Под ред. В. Н. Аношкиной, Л. Д. Громовой. — 2-е изд., доп. — М.: Оникс, 2008. — 637 с. — 5000 экз. — ISBN 978-5-488-01640-8.
- Аношкина-Касаткина В. Н. Православные основы русской литературы XIX века. — М.: Пашков дом, 2011. — 383 с. — 800 экз. — ISBN 978-5-7510-0503-0.
- Касаткина В. Н. Поэзия В.А. Жуковского : В помощь преподавателям, старшеклассникам и абитуриентам. — М.: Изд-во МГУ, 1998. — 111 с. — (Перечитывая классику). — 5000 экз. — ISBN 5-211-03697-2.
  - . — 2-е изд. — М.: Изд-во Моск. ун-та, 2002. — 111 с. — 5000 экз. — ISBN 5-211-04466-7.
- Касаткина В. Н. Романтическая муза Пушкина. — М.: Изд-во Моск. ун-та, 2001. — 121 с. — 2000 экз. — ISBN 5-211-04394-4.
- Касаткина В. Н., Михеева Т. С., Совалин В. С. Литературно-фольклорные истоки русской лирики первой четверти XIX века : Учеб. пособие. — М.: МОПИ, 1989. — 87 с. — 500 экз.
- Поэтическое мировоззрение Ф. И. Тютчева. — Саратов, 1969.
- Предромантизм в русской лирике. К. Н. Батюшков и Н. И. Гнедич. — М.: МОПИ, 1987.
- Поэзия гражданского подвига: Литературная деятельность декабристов. — М.: Просвещение, 1987.
- Тайна человека. Своеобразие реализма Ф. М. Достоевского. — М.: МПУ, 1994 (в соавторстве с Н. В. Касаткиным).

## Награды и признание
- Отличник народного просвещения (1989)
- медаль «Ветеран труда»
- Заслуженный деятель науки Российской Федерации (1996)[5]
- медаль «В память 850-летия Москвы»
- юбилейная медаль «Маршал Советского союза Жуков»
- золотая медаль «Ф. И. Тютчев» (2003)
- диплом Оптинского форума «За большой вклад в сохранение духовно-культурного наследия России» (2008)
- почётные грамоты и дипломы, премии
- почётный профессор МГОУ (2008)
- диплом III степени VI открытого конкурса изданий «Просвещение через книгу» в номинации «лучшая духовно-просветительская книга» (2011)[6] — за книгу «Православные основы русской литературы XIX века».

В 2009 году представлена к высшей награде министерства образования Московской области «За полезное».